# Víceletá zelenina
Do víceleté zeleniny zahrnujeme rostliny, u nichž jsou konzumovány různé části (plody, listy, květy), avšak jsou pěstovány jako víceleté. Patří sem hlavně artyčok, palmové zelí, banán zeleninový, chřest (asparágus), bambusové výhonky, chlebovník a další.